# Alexandra Beilharz
Alexandra Beilharz (* 1963 in Tübingen) ist eine deutsche Romanistin. Sie ist als Übersetzerin französischer Literatur, Sachbücher und Filme sowie als Kulturjournalistin tätig. 2023 gründete sie in Heidelberg den Flur Verlag.

## Biografie
Alexandra Beilharz ist die Tochter des Romanisten Richard Beilharz und Schwester von Henrike Beilharz sowie der Schauspielerin Corinna Beilharz.
Nach dem Abitur am Kurfürst-Friedrich-Gymnasium Heidelberg schloss sie eine dreijährige Berufsausbildung zur Modedesignerin am Lette-Verein in Berlin ab. Anschließend studierte sie Romanistik und Lateinamerikanistik an den Universitäten Freie Universität Berlin und Paris IV Sorbonne. Promotionsstipendium der Konrad-Adenauer-Stiftung. 1995 promovierte sie bei Peter Brockmeier mit einer Arbeit über die Rezeption der Werke des Marquis de Sade in der französischen Literatur der Décadence und des Fin de siècle. Von 1995 bis 2003 war sie wissenschaftliche Mitarbeiterin am Institut für Romanistik der Humboldt-Universität Berlin. Sie arbeitet seit 2004 als freie Lektorin, Literatur- und Filmübersetzerin aus dem Französischen sowie als Autorin.

## Übersetzungen (Auswahl)
- Jean de Palacio: Das Porträt. Übersetzung aus dem Französischen. Heidelberg: Flur Verlag, 2024, 136 S., ISBN 978-3-98965-100-5 (Eine erste Ausgabe dieser Übersetzung erschien in Straßburg 2023 im Verlag Le Beau Jardin.)
- Laurent Testot: Die Globalgeschichte des Menschen. Vom Faustkeil bis zur Digitalisierung. Übersetzung aus dem Französischen. Ditzingen: Reclam, Philipp, 2021, 320 S., ISBN 978-3-15-011300-4.
- Rachilde: Monsieur Vénus. Übersetzung aus dem Französischen gemeinsam mit Anne Maya Schneider. Mit einem Nachwort von Martine Reid. Ditzingen: Reclam, Philipp, 2020, ISBN 978-3-15-011287-8.
- Frédéric Lenoir: Weisheit und wie wir sie finden. Reclam, Stuttgart, 2019, 109 S., ISBN 978-3-15-011216-8
- Martin Legros: "Was ist fair? Zu John Rawls' Theorie der Gerechtigkeit". In: Philosophie Magazin, 04/2019.
- Élisabeth Badinter: "Mütter seid mittelmäßig!" Übers. aus d. Frz. von Alexandra Beilharz. In: Warum haben wir Kinder? Reclam, Stuttgart, 2018. ISBN 978-3-15-020493-1
- Michel de Montaigne: Essais, darin Übersetzung folg. Texte: "Biographie" (Autorin: Anne-Vanessa Prévost), "Grundbegriffe" (Autor: Paul Mathias), "Vorwort zum Originaltext" (Autor: Antoine Compagnon). S. Fischer, Frankfurt a. M., 2016. (Edition Philosophie Magazin)
- Tomi Ungerer: Warum bin ich nicht du? Antworten auf philosophische Fragen von Kindern. Übersetzung aus dem Französischen von Alexandra Beilharz, Grit Fröhlich und Margaux de Weck. Zürich, Diogenes, 2016. 192 S., ISBN 978-3-257-06980-8
- Rachilde: Monsieur Vénus. Auszüge, übers. von Alexandra Beilharz. In: Rachilde (1860-1953): Weibliches Dandytum als Lebens- und Darstellungsform. Hg. von Anne-Berenike Rothstein. Böhlau, Köln & Weimar & Wien, 2015, ISBN 3-412-50158-1
- Élémir Bourges: Götterdämmerung. Aus dem Französischen von Alexandra Beilharz, Nachwort von Albert Gier. Manesse, Zürich, 2013. 480 S., ISBN 978-3-7175-2262-1
- Der Grüne Reiseführer Französische Atlantikküste. Übersetzung von Alexandra Beilharz und Christa Trautner-Suder. München, Travel House Media, 2014. 512 S., ISBN 978-3-8342-8928-5
- Der Grüne Reiseführer Côte d'Azur. Übersetzung von Alexandra Beilharz und Andrea Stettler. München, Travel House Media, 2012. 480 S., ISBN 978-3-8342-8947-6
- Der Grüne Reiseführer Marokko. Übersetzung von Alexandra Beilharz, Daniela Decker, Christa Trautner-Suder. München, Travel House Media, 2012. 512 S., ISBN 978-3-8342-8950-6
- Jean-Marc Durou: Ägypten für Kinder erzählt. München, Knesebeck 2010. 78 S., ISBN 978-3-86873-208-5
- Alain Korkos: Das Was Buch. Knesebeck, 2008. 93 S.
- Marie Pierre Salé: "Die Macht des Dunklen. Odilon Redons eigenartige Kohlezeichnungen" In: Odilon Redon – Wie im Traum. Hrsg. von Margret Stuffmann und Max Hollein. Hatje Cantz, Ostfildern, 2007, S. 43–49
- Uwe Ommer: Transit: in 1424 Tagen um die Welt. Übersetzung von Stefan Barmann, Alexandra Beilharz, Bettina Blumenberg. Taschen, Köln, 2006. 720 S., ISBN 978-3-8228-4653-7

## Filmübersetzungen (Auswahl)
- Stadt Land Kunst. Kulturmagazin auf arte, frz. Originaltitel Invitation au voyage. Regelmäßige Mitarbeit seit April 2018; bisher ca. 130 übersetzte Beiträge (jeweils 5–12 Minuten)
- Auf dem Weg zur Schule. Dokumentarfilm von Pascal Plisson. Beitrag beim Filmfestival Locarno. 77 Min., 2013. (Übersetzung für die Synchronfassung)
- Der Nächste, bitte! Komödie mit Diane Kruger und Dany Boon. Regie: Pascal Chaumeil. 104 Min. 2012/2013 (Übersetzung für die Synchronfassung)
- Der Palast von Sidi Bou Said. Dokumentarfilm, arte, 2011. (Voice-over)
- Und vorne sterben die Marines. Reportage, arte, 2010. (Voice over)
- Kopenhagen und die Folgen. Dokumentarfilm, arte, 2010. (Voice over)
- Auf Reisen mit Tim und Struppi. Dokuserie (Folgen 2–5, je 43 Min.), arte 2010. (Voice over)

## Veröffentlichungen Sachbuch
- Ludwigshafen am Rhein. eine unterschätzte Stadt. Heidelberg: Flur Verlag 2023, 256 S., 265 Abb., ISBN 978-3-98965-001-5
- Dein Bruder Ernst aus Amerika. Von Baiersbronn nach Philadelphia: Briefe eines Auswanderers (1927-1931). Ubstadt-Weiher: verlag regionalkultur 2021, 96 S., 68 Abb., ISBN 978-3-95505-272-0

## Journalistische Veröffentlichungen (Auswahl)
- "Wegbereiter der modernen deutschen Literatur. Jan Philipp Reemtsma stellt im Heidelberger Haus Cajeth seine Biografie über Christoph Martin Wieland vor". In: Rhein-Neckar-Zeitung, 30. Januar 2024
- "Spanien wie im Bilderbuch. Die Kunsthalle München zeigt Gemälde von Ignacio Zuloaga (1870–1945)". In: Rhein-Neckar-Zeitung, 20./21. Januar 2024
- "Wenn der Tugenddolch zur Haarspange wird. Nicola Denis sprach im Deutsch-Amerikanischen Institut Heidelberg über ihre Neuübersetzung von Balzacs Roman Cousine Bette". In: Rhein-Neckar-Zeitung, 12. Mai 2023
- "Jeden Abend eine neue Katzenkönigin. Humorvoll und schräg: Eine Ausstellung in der Stadtbücherei Heidelberg zeigt Werke der Künstlerin Stella Dreis". In: Rhein-Neckar-Zeitung, 12. April 2023
- "Kräfte der Anziehung. Festspiele Ludwigshafen auf der Zielgeraden: Tanz-Produktion Double Side des italienischen Aterballetto". In: Rhein-Neckar-Zeitung, 13. Dezember 2022
- "Erst gebrannt, dann in kalte Wasser getaucht. Inspiriert von der japanischen Tradition: Kurt Spurey zeigt in der Heidelberger Galerie Heller seine aufwendig gestalteten Teeschalen". In: Rhein-Neckar-Zeitung, 29. November 2022